# Liste der Baudenkmale in Grasberg
In der Liste der Baudenkmale in Grasberg sind die Baudenkmale der niedersächsischen Gemeinde Grasberg und ihrer Ortsteile aufgelistet. Der Stand der Liste ist der 24. Dezember 2022. Die Quelle der Baudenkmale ist der Denkmalatlas Niedersachsen.

## Allgemein
In den Spalten befinden sich folgende Informationen:
- Lage: die Adresse des Baudenkmales und die geographischen Koordinaten. Kartenansicht, um Koordinaten zu setzen. In der Kartenansicht sind Baudenkmale ohne Koordinaten mit einem roten Marker dargestellt und können in der Karte gesetzt werden. Baudenkmale ohne Bild sind mit einem blauen Marker gekennzeichnet, Baudenkmale mit Bild mit einem grünen Marker.
- Bezeichnung: Bezeichnung des Baudenkmales
- Beschreibung: die Beschreibung des Baudenkmales. Unter § 3 Abs. 2 NDSchG werden Einzeldenkmale und unter § 3 Abs. 3 NDSchG Gruppen baulicher Anlagen und deren Bestandteile ausgewiesen.
- ID: die Objekt-ID des Baudenkmales
- Bild: ein Bild des Baudenkmales, ggf. zusätzlich mit einem Link zu weiteren Fotos des Baudenkmals im Medienarchiv Wikimedia Commons. Wenn man auf das Kamerasymbol klickt, können Fotos zu Baudenkmalen aus dieser Liste hochgeladen werden:

## Grasberg

### Gruppe: Findorffkirche und Friedhof
Die Gruppe hat die ID 25077726. Kirche und umgebender Friedhof von 1785–89; Friedhof mit einigen bedeutenden Grabsteinen des 19. Jh.

| Lage                                           | Bezeichnung | Beschreibung | ID       | Bild           |
| ---------------------------------------------- | ----------- | --- | -------- | -------------- |
| Speckmannstraße 42 53° 10′ 42″ N, 8° 59′ 14″ O | Kirche      | Frühklassizistische Saalkirche aus Backstein von 1785–89 nach Plänen von Jürgen Christian Findorff, Turm von 1841 mit schiefergedecktem geschwungenem Pyramidendach, nordseitiger dreiachsiger Vorbau mit Giebel, südlicher kleinerer Anbau, altes Raumbild mit Tonnengewölbe bei Renovierung 1988/89 wiederhergestellt, Empore, darauf Orgelprospekt mit Akanthus von 1694 durch Arp Schnitger errichtet | 25087002 | Weitere Bilder |
| Speckmannstraße 42 53° 10′ 40″ N, 8° 59′ 14″ O | Friedhof    | Friedhof mit streng nach den vier Himmelsrichtungen ausgerichteten Wegen und Parzellen. Planmäßig angelegt bei Erbauung der Kirche ab 1789. Es sind mehrere alte Grabsteine erhalten. | 25087016 |                |

### Einzelbaudenkmale
| Lage                                  | Bezeichnung       | Beschreibung | ID       | Bild |
| ------------------------------------- | ----------------- | --- | -------- | ---- |
| Geffkensweg 53° 11′ 3″ N, 8° 59′ 9″ O | Gefallenendenkmal | Zweiteiliges Denkmal für die Gefallenen der Gemeinde Grasberg, zunächst für die Gefallenen der Kriege 1866 und 1870/71 sowie des Ersten Weltkrieges, errichtet um 1920; später ergänzt um die Namen der Gefallenen des Zweiten Weltkrieges. Schwarze Stele mit eisernem Kreuz sowie breit gelagerte dreiteilige Wand aus Naturstein, darauf sitzend ein Soldat mit Stahlhelm. | 25085454 | BW   |

## Otterstein

### Gruppe: Neu Ottersteiner Straße 5
Die Gruppe hat die ID 25077740. Hofanlage nördlich der Neu Ottersteiner Straße, bestehend aus Wohn-/ Wirtschaftsgebäude und kleiner Scheune, beide errichtet im 19. Jh.

| Lage                                                  | Bezeichnung               | Beschreibung                                                              | ID       | Bild |
| ----------------------------------------------------- | ------------------------- | ------------------------------------------------------------------------- | -------- | ---- |
| Neu Ottersteiner Straße 5 53° 12′ 20″ N, 8° 58′ 19″ O | Wohn-/ Wirtschaftsgebäude | Zweiständer-Hallenhaus von 1866 in Fachwerk, Wände teilweise in Backstein | 25085410 | BW   |
| Neu Ottersteiner Straße 5 53° 12′ 19″ N, 8° 58′ 18″ O | Scheune                   | Verbohlter Fachwerkbau mit Satteldach aus dem 19. Jh.                     | 25085556 | BW   |

## Rautendorf
| Lage                                                | Bezeichnung    | Beschreibung | ID       | Bild |
| --------------------------------------------------- | -------------- | --- | -------- | ---- |
| Rautendorfer Schiffgraben 53° 8′ 16″ N, 9° 2′ 32″ O | Schiffsschauer | Kleines Nurdachgebäude als Witterungsschutz für einen Torfkahn, aus Holz mit Reetdeckung. Errichtet Ende 19. Jh. | 25085191 | BW   |

## Seehausen

### Gruppe: Seehauser Straße  43
Die Gruppe hat die ID 25077761. Hofanlage bestehend aus einem weit von der Straße zurückgesetztem Wohn-/Wirtschaftsgebäude, einer nördlich hiervon liegenden Scheune und einem Ziehbrunnen südlich des Hallenhauses. Auf großer baumbestandener Parzelle.

| Lage                                           | Bezeichnung               | Beschreibung                                                                                          | ID       | Bild |
| ---------------------------------------------- | ------------------------- | --- | -------- | ---- |
| Seehauser Straße 43 53° 12′ 23″ N, 9° 0′ 10″ O | Wohn-/ Wirtschaftsgebäude | Zweiständer-Hallenhaus von 1795 und erweitert um 1850, in Fachwerk mit Krüppelwalmdach in Reetdeckung | 25086587 | BW   |
| Seehauser Straße 43 53° 12′ 24″ N, 9° 0′ 9″ O  | Scheune                   | Verbretterter Wandständerbau von um 1910 mit Ankerbalken und Satteldach, mit zwei Quereinfahrten      | 25086601 | BW   |
| Seehauser Straße 43 53° 12′ 23″ N, 9° 0′ 10″ O | Ziehbrunnen               | Ziehbrunnen mit hölzernem Trog. Errichtet Mitte 19. Jh.                                               | 25084419 | BW   |

## Schmalenbeck

### Gruppe: Schmalenbecker Straße 14
Die Gruppe hat die ID 25077747. Die Hofanlage besteht aus einem Wohn-/Wirtschaftsgebäude, einer Scheune und einem Ziehbrunnen der Zeit um 1835.

| Lage                                                | Bezeichnung               | Beschreibung                                                                             | ID       | Bild |
| --------------------------------------------------- | ------------------------- | ---------------------------------------------------------------------------------------- | -------- | ---- |
| Schmalenbecker Straße 14 53° 10′ 19″ N, 9° 2′ 48″ O | Wohn-/ Wirtschaftsgebäude | Zweiständer-Hallenhaus von 1835 in Fachwerk mit Krüppelwalmdach in Reetdeckung           | 25081602 | BW   |
| Schmalenbecker Straße 14 53° 10′ 19″ N, 9° 2′ 49″ O | Brunnen                   | Brunnen, nördlich des Wohn-/ Wirtschaftsgebäudes, errichtet wohl in der Mitte 19. Jh.    | 25086538 | BW   |
| Schmalenbecker Straße 14 53° 10′ 20″ N, 9° 2′ 50″ O | Scheune                   | Fachwerkbau mit Backsteinausfachung, mit reetgedecktem Walmdach, Errichtet Mitte 19. Jh. | 25086441 | BW   |

### Gruppe: Schmalenbecker Straße 20
Die Gruppe hat die ID 25077754. Die Hofanlage besteht aus einem Wohn-/ Wirtschaftsgebäude von 1806 und einer Scheune aus der Mitte des 19. Jh.; beide Bauten sind aus Fachwerk mit Backsteinausfachung errichtet.

| Lage                                               | Bezeichnung               | Beschreibung | ID       | Bild |
| -------------------------------------------------- | ------------------------- | --- | -------- | ---- |
| Schmalenbecker Straße 20 53° 10′ 4″ N, 9° 3′ 17″ O | Wohn-/ Wirtschaftsgebäude | Giebelständiger Zweiständerbau von 1806 in Fachwerk, mit Krüppelwalmdach, gleichmäßigem Gitterfachwerk am Wirtschaftsgiebel | 25086413 | BW   |
| Schmalenbecker Straße 20 53° 10′ 4″ N, 9° 3′ 18″ O | Scheune                   | Giebelständiger Fachwerkbau mit Backsteinausfachung und Satteldach von der Mitte 19. Jh.                                    | 25086573 | BW   |

## Wörpedorf
| Lage                                              | Bezeichnung               | Beschreibung                                                                             | ID       | Bild |
| ------------------------------------------------- | ------------------------- | ---------------------------------------------------------------------------------------- | -------- | ---- |
| Wörpedorfer Straße 10 53° 10′ 50″ N, 8° 58′ 24″ O | Wohn-/ Wirtschaftsgebäude | Zweiständer-Hallenhaus von 1863 in Fachwerk mit Backsteinausfachung, mit Krüppelwalmdach | 25081949 | BW   |